# Say on pay
L'expression anglaise say on pay est une règle en droit des sociétés par laquelle les actionnaires d'une entreprise ont le droit de voter sur la rémunération de leurs dirigeants. 

## Pratique dusay on pay
Cette pratique consiste à demander aux actionnaires réunis lors de leur assemblée générale de se prononcer (d'où le verbe say, « dire ») sur le mécanisme de rémunération (d'où le verbe pay, « payer ») des dirigeants de leur entreprise.
Souvent décrit dans la gouvernance d'entreprise ou la théorie du management comme un problème principal-agent, les dirigeants d'une société peuvent, directement ou indirectement, décider eux-mêmes de leur rémunération ou être soumis, dans les grandes entreprises cotées en bourse, ou pour celles qui ont choisi de se conformer à un code de gouvernance tel que le code AFEP-MEDEF ou le code Middlenext, à un comité de rémunération composé de membres du conseil d'administration et nommés par le conseil. Un risque existe de cooptation  par le président directeur général, conduisant à des propositions d'augmentation des rémunérations des dirigeants décalées par rapports aux attentes des parties prenantes. 
Il y a trois types de say on pay, celui où l'entreprise décide volontairement de soumettre à l'assemblée générale la rémunération de son patron, celui qui s'applique dans un pays entier, le régime de vote y étant selon ces pays consultatif ou contraignant. Ce principe, recommandé en 2004 et en 2009 par la Commission européenne, est mis en œuvre en 2013 dans 17 pays à travers le monde, dont 9 au sein de l’Union européenne (Royaume-Uni, Espagne, Portugal, Belgique, Allemagne, Italie, Pays-Bas, Suède et Danemark). La loi Sapin 2 du 9 décembre 2016 l'institue en France pour les sociétés cotées.
En 2019, le Canada a considéré mettre en place un régime de say on pay dans la Loi canadienne sur les sociétés par actions. mais la mesure proposée n'est pas entrée en vigueur.

## Retours d'expérience
Cette initiative, dont le but premier est la prise en compte du rôle des actionnaires pour déterminer la rémunération des dirigeants et  la décence du niveau desdites rémunérations, affiche en pratique un bilan quelque peu mitigé : actionnaires plus soucieux du niveau des dividendes que de celui des rémunérations ; principales assemblées générales dominées par des investisseurs institutionnels et des fonds d'investissement qui délèguent leurs votes aux agences en conseil de vote, agences avec des risques de conflit d'intérêts. Elle a cependant  pour vertu d'instaurer une plus grande sensibilité de la rémunération des dirigeants à la performance de la société et de remettre les actionnaires au centre de la décision.
L'Institut sur la gouvernance d'organisations publiques et privées explique le contexte et les enjeux sur la rémunération des dirigeants dans une prise de position publique intitulé « Le vote consultatif sur la rémunération des dirigeants : Un pas en avant vers une meilleure gouvernance ? ». Ce document étudie l'expérience du vote consultatif des actionnaires sur la rémunération des dirigeants aux États-Unis, au Canada et en Grande-Bretagne permettant ainsi d'établir les arguments favorables et défavorables au vote consultatif. "L’IGOPP estime qu’il n’est pas approprié ni opportun d’imposer une démarche de vote consultatif à l’ensemble des entreprises canadiennes. La démarche de consultation entre actionnaires institutionnels et les conseils d’administration devrait se poursuivre et s’étendre. Toutefois, une proposition d’actionnaires visant à instaurer un vote consultatif sur la rémunération devrait servir de mesure corrective dans des cas précis de rémunérations problématiques.". 
L’IGOPP propose toutefois, dans sa prise de position, deux mesures additionnelles pour resserrer encore la qualité de cette gouvernance qui contrairement au Say on Pay s’inscrivent dans la suite d’une gouvernance assumée par des conseils d’administration imputables et responsables.